# 저작권특별사법경찰대 광주사무소
저작권특별사법경찰대 광주사무소는 저작권에 대한 특별사법경찰권을 행사하는 대한민국 문화체육관광부 저작권특별사법경찰대 소속기관이다. 광주광역시 북구 첨단과기로 208번길 43 정부광주지방합동청사 504호에 위치하고 있다.

## 관할 구역
- off-line 단속 : 광주광역시 , 전라남도, 전라북도, 제주특별자치도
- on-line 단속 : 전국

## 주요 업무
- 불법저작물(불법 컴퓨터프로그램을 포함한다) 단속에 관한 업무
- 저작권의 특별사법경찰권 수행에 관한 업무

## 같이 보기
- 저작권특별사법경찰대 서울사무소
- 저작권특별사법경찰대 대구사무소
- 저작권특별사법경찰대 대전사무소
- 저작권특별사법경찰대 부산사무소